# Osceola (Indiana)
Osceola is een plaats (town) in de Amerikaanse staat Indiana, en valt bestuurlijk gezien onder St. Joseph County.

## Demografie
Bij de volkstelling in 2000 werd het aantal inwoners vastgesteld op 1859.
In 2006 is het aantal inwoners door het United States Census Bureau geschat op 1806, een daling van 53 (-2,9%).

## Geografie
Volgens het United States Census Bureau beslaat de plaats een oppervlakte van
3,5 km², geheel bestaande uit land. Osceola ligt op ongeveer 225 m boven zeeniveau.

## Plaatsen in de nabije omgeving
De onderstaande figuur toont nabijgelegen plaatsen in een straal van 16 km rond Osceola.